# Erigonoplus ninae
Erigonoplus ninae là một loài nhện trong họ Linyphiidae.
Loài này thuộc chi Erigonoplus. Erigonoplus ninae được Andrei V miêu tả năm 1986. Tanasevitch & Fet.